# Земля годувальниця
«Земля годувальниця» («Žemė maitintoja») — радянський двосерійний телефільм 1977 року, знятий режисером Бронюсом Талачкою на Литовському телебаченні.

## Сюжет
Фільм поставлений за однойменним романом Пятраса Цвірки. Головний герой — селянин Юрас Тарутіс бере участь у боротьбі за незалежну Литву та у виборчій кампанії до сейму, болісно переживає заколот у 1926 році. Спочатку він свято вірить у земельну реформу і тільки після важких випробувань — смерті сина і торгів — розчаровується у реформі та у самому буржуазному ладі.

## У ролях
- Владас Багдонас — Тарутіс
- Ідалія Крікщонайтіте — Моніка
- Томас Вайсета — Ярмала
- Рокас Куріла — Казюкас
- Айдас Пакштас — Казюкас
- Альгімантас Бружас — лікар
- Геновайте Циплінскайте — мешканка села
- Кароліс Дапкус — голова комісії
- Валеріонас Деркінтіс — роль другого плану
- Пятрас Дімша — роль другого плану
- Вітаутас Думшайтіс — роль другого плану
- Арвідас Ільгініс — мешканець села
- Крістіна Казлаускайте — вчителька
- Едуардас Кунавічюс — мешканець села
- Отонас Ланяускас — загиблий доброволець
- Йонас Лалас — мешканець села
- Ванда Марчінскайте — дружина Ярмали
- Аудроне Мейлутіте — мешканка села
- Юозас Мешкаускас — урядник
- Відас Петкявічюс — мешканець села
- Вілюс Пятраускас — Баліс
- Антанас Пікяліс — мешканець села
- Альфонас Радзявичюс — найстаріший мешканець села
- Міколас Смагураускас — мешканець села
- Пранас Станкявічюс — слідчий
- Вітаутас Таукінайтіс — мешканець села
- Йонас Вайтекайтіс — сищик
- Алдона Ведерайте — мешканка села
- Альгімантас Зігмантавічюс — Пятрас
- Еймутіс Бразюліс — мешканець села
- Інга Хадаравічюте — покоївка у лікаря
- Альгірдас Заланскас — ксьондз

## Знімальна група
- Режисер — Бронюс Талачка
- Сценарист — Рімантас Шавяліс
- Оператори — Йонас Ботірюс, Вігінтас Грігоніс